# سوزوکی شیگه‌توکی
سوزوکی شیگه‌توکی (به ژاپنی: 鈴木 重時 すずき しげとき)، (تولد ۱۵۲۸ - مرگ ۲۰ فوریه ۱۵۶۹) پسر سوزوکی شیگه‌کاتسو، یک سامورایی و فرمانده نظامی در دوره سنگوکو بود. خواهر او همسر ماتسودایرا چیکاتادا  و پدر سوزوکی شیگه‌یوشی بود.